# Henri Toivonen

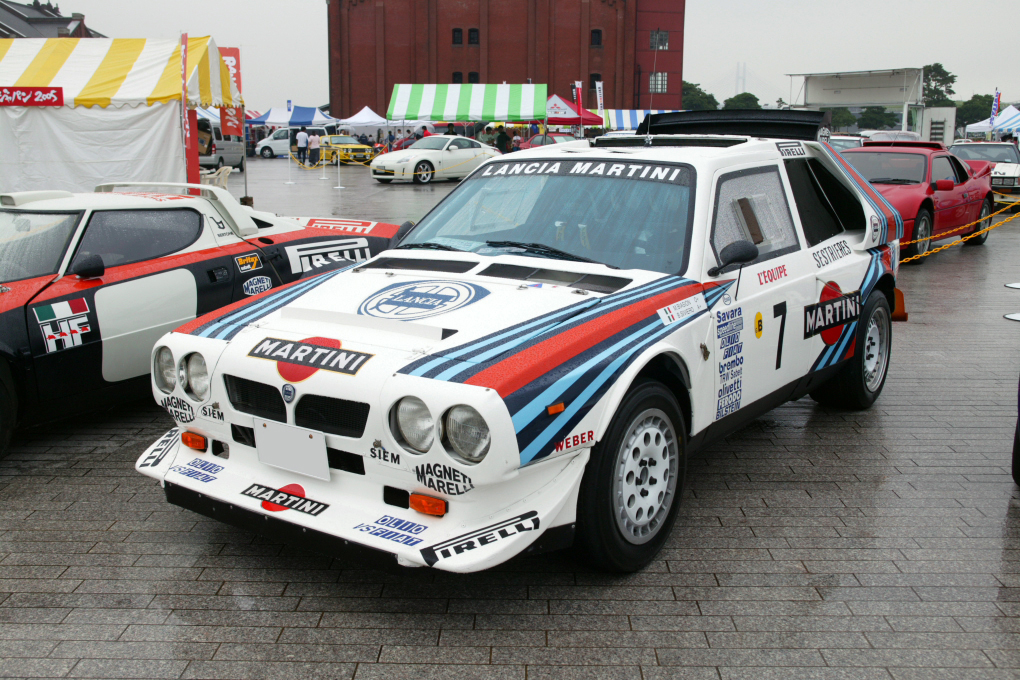
Lancia Delta S4 d'Henri Toivonen

Henri Toivonen (Jyväskylä, Finlàndia, 25 d'agost de 1956 - Còrsega, França, 2 de maig de 1986) fou un prometedor pilot de ral·lis finés de la dècada dels 80 que morí tràgicament en un accident en el Tour de Còrsega. Era fill de Pauli Toivonen, guanyador del Campionat europeu de ral·lis de 1968.
La primera presa de contacte d'Henri amb el món de l'automobilisme fou l'any 1975 en les curses sobre gel tant populars a Finlàndia a bord d'un Simca, any en què també debutà al Campionat Mundial de Ral·lis en el Ral·li de Finlàndia.
La seva primera victòria al Campionat Mundial va ser l'any 1980 al imposar-se al RAC Ral·li de la Gran Bretanya a bord d'un Talbot Sunbeam Lotus, convertint-se en aquell moment en el pilot més jove de la història en guanyar un ral·li mundialístic, rècord que estaria vigent fins a l'any 2008.
L'any 1984 disputà el Campionat d'Europa de Ral·lis amb un Porsche 911 SC RS, finalitzant subcampió per darrere de Carlo Capone.
La temporada 1985 s'incorpora com a pilot del equip oficial Martini Lancia, però a principi d'any pateix un fort accident mentre disputava el Ral·li de la Costa Esmeralda que provoca que es perdi gran part de la temporada. Retorna a finals de temporada i guanya per segona vegada el RAC Ral·li, aquest cop a bord d'un Lancia Delta del Grup B.
Després de la seva victòria al Ral·li de Monte-Carlo de 1986, Toivonen semblava ser un ferm candidat a guanyar el Mundial de 1986, però durant el Tour de Còrsega d'aquell any, ell i el seu copilot Sergio Cresto, moriren en un tràgic accident que suposà a més la immediata supressió dels denominats cotxes del Grup B al considerar-los perillosos per la seva excessiva potència i manca de control sobre aquesta.

## Victòries al WRC
| # | Ral·li                             | Any  | Copilot       | Vehicle              |
| - | ---------------------------------- | ---- | ------------- | -------------------- |
| 1 | 36è RAC Ral·li de la Gran Bretanya | 1980 | Paul White    | Talbot Sunbeam Lotus |
| 2 | 41è RAC Ral·li de la Gran Bretanya | 1985 | Neil Wilson   | Lancia Delta S4      |
| 3 | 54è Ral·li de Monte-Carlo          | 1986 | Sergio Cresto | Lancia Delta S4      |